# Teodora (cantante)
Teodora Džehverović, nota semplicemente come Teodora (in serbo Теодора Џехверовић?; Kačarevo, 10 febbraio 1997), è una cantante serba.

## Biografia
Teodora Džehverović, meglio nota come Teodora, è nata in Serbia a Kačarevo. Al fine di frequentare dei corsi di danza classica, al termine delle scuole elementari, si è trasferita con la propria famiglia a Pancevo. Una volta raggiunta la maggiore età, si è spostata a Belgrado dove ha avviato la sua carriera musicale.
Il primo passo verso la popolarità si è verificato con la sua partecipazione al talent show musicale serbo Zvezde Granda nel 2014. In seguito, è diventata un membro del gruppo musicale Đavolice, per poi iniziare la sua carriera da solista nel 2016. Da allora ha conquistato importanti traguardi e ha collaborato con diversi colleghi dei Balcani.
Tra settembre 2017 e giugno 2018 ha partecipato alla prima stagione del reality show Zadruga. Nel 2020 è diventata la quinta donna serba a raggiungere oltre 1 milione di follower su Instagram.

## Carriera
Ha iniziato la sua carriera come concorrente di Zvezde Granda nel 2014. Saša Popović, autore e produttore del talent show in questione, ha formato il gruppo musicale Đavolice, composto da Teodora e altre due concorrenti: Tamara Milutinović e Gorana Babić. In quanto gruppo, prima di sciogliersi nel 2016, hanno pubblicato tre brani, ossia: Ćuti i vozi, Piće za mladiće e Čokolada i vanila. Nel medesimo anno, ha pubblicato U 4 oka, la sua prima canzone da solista.
Nel 2019 ha presentato il suo album di debutto intitolato Borbena, la cui edizione fisica include anche due bonus track: Christian Grey e Rari (con Coby), precedentemente pubblicate come singoli indipendenti. Teodora ha promosso l'album in questione con un'esibizione al festival musicale Ulaz.
Nel 2021 ha collaborato col rapper Devito al singolo Vudu, che ha goduto di ampia popolarità sulle piattaforme di musica digitali. Grazie al suo successo commerciale, i due artisti sono stati premiati durante la cerimonia dei Music Award 2023.
Insieme a Relja Popović e Darko Dimitrov, è diventata membro della giuria della prima stagione del concorso musicale IDJ Show nel 2022. È stata anche mentore della concorrente Mahrina, la quale al termine della competizione ha guadagnato il secondo posto. Alla fine dell'anno, Teodora si è esibita al concerto di Capodanno davanti al Palazzo dell'Assemblea Nazionale a Belgrado.
Nel 2023 ha pubblicato una collaborazione con Breskvica intitolata Drift, che è diventata la sua prima numero uno nella Croatia Songs di Billboard. Inoltre, ha partecipato al primo album in studio del collega Devito, presentando il brano Vodi me.
Nei primi mesi del 2024 ha lanciato Žena bez adrese, il suo secondo album in studio composto da 11 brani, tra cui tre duetti con Rasta, Devito e Albino. L'11 febbraio 2025 vengono pubblicati i singoli Bad, Dijamanti e Divlja, quest'ultimo in collaborazione con Voyage.

## Discografia

### Album in studio
- 2019 – Borbena
- 2024 – Žena bez adrese

### Album dal vivo
- 2023 – Teodora: Belgrade Music Week 2023

### Singoli

#### Come artista principale
- 2016 – U 4 oka
- 2017 – Hijena (con Vuk Mob)
- 2017 – Gledaj mene (con In Vivo e DJ Tazz)
- 2017 – Pirana (con Djans e Young Palk)
- 2017 – Kulira (con In Vivo)
- 2017 – Kristijan Grey
- 2018 – Crni vitez
- 2018 – Rari (con Coby)
- 2018 – Komiran (con Sha)
- 2019 – Tresi tresi
- 2019 – Nokaut (con Cvija)
- 2019 – Čarolija
- 2020 – Gasolina
- 2020 – Trezna
- 2021 – Vudu (con Devito)
- 2021 – Vu
- 2021 – Candy (con MC Stojan)
- 2021 – Voli me, voli me (con MC Stojan)
- 2021 – Kučka
- 2021 – Malena (con Emina)
- 2022 – Kontroverzne (con le Hurricane)
- 2022 – Tvoje magije
- 2022 – Most na adi
- 2022 – Blef (con MC Stojan e Edita)
- 2022 – Aventador (con Mahrina)
- 2023 – Drift (con Breskvica)
- 2023 – Polumesec (con Rasta)
- 2023 – Letnja avantura (con Pajak)
- 2023 – Ice (con Albino)
- 2024 – Beograde (feat. Albino)
- 2024 – Cinema (feat. Devito)
- 2024 – Namera (feat. Rasta)
- 2025 – Bad
- 2025 – Dijamanti
- 2025 – Divlja (con Voyage)

#### Come artista ospite
- 2019 – Kairo (In Vivo feat. Teodora)
- 2023 – Vodi me (Devito feat. Teodora)
- 2025 – 6 Ujutru (Jala Brat e Buba Corelli feat. Teodora)

## Riconoscimenti
- Music Awards Ceremony
  - 2023 – Candidatura alla canzone urban pop dell'anno per Most na adi
  - 2023 – Candidatura alla collaborazione new age dell'anno per Kontroverzne
  - 2023 – Candidatura al video musicale dell'anno per Tvoje magije
  - 2023 – Contributo alla musica regionale